# 飯塚信用金庫
飯塚信用金庫（いいづかしんようきんこ）は、福岡県飯塚市に本店を置く信用金庫。

## 沿革
- 1922年12月22日 有限責任飯塚信用組合を設立
- 1950年4月 中小企業等協同組合法に基づき、飯塚信用組合に改組
- 1951年10月 信用金庫法に基づき、飯塚信用金庫となる
- 1971年4月 宮田信用金庫と合併し、現在に至る
- 2018年2月19日 この日から磁気の影響を受けにくい新しい通帳（Hi-Co通帳）を取扱開始した(Hi-Co通帳に対応していない信用金庫ATMではHi-Co通帳は使えない。) [1]。